# DJ Snake

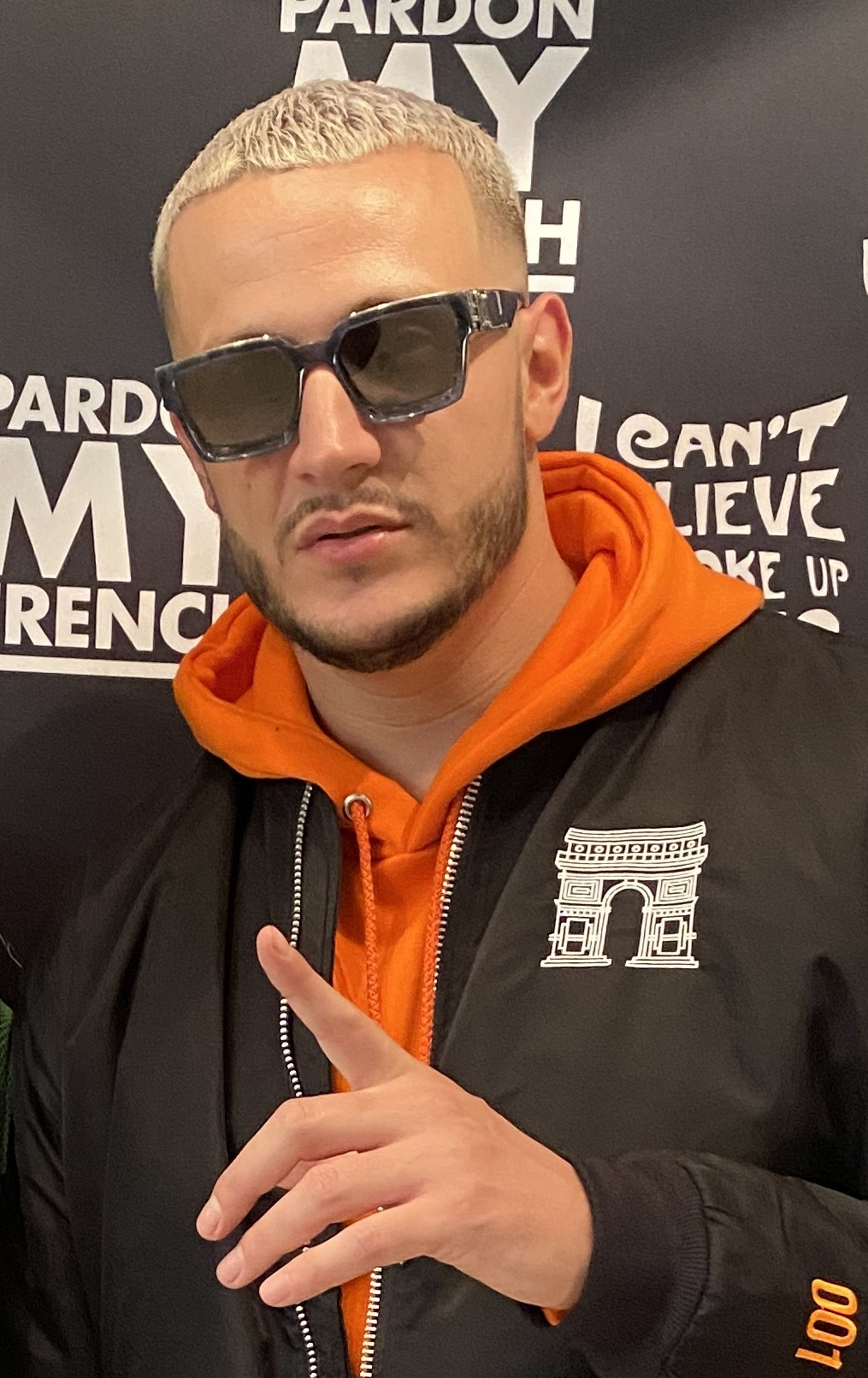
DJ Snake (2020)

William Grigahcine (* 13. Juni 1986 in Paris), besser bekannt als DJ Snake, ist ein französischer DJ und Musikproduzent in den Bereichen Hip-Hop und Elektronische Musik, vor allem Trap und Future-Bass.

## Leben
Grigahcine wuchs als Kind von einem französischen Vater und einer algerischen Mutter in einem Pariser Ghetto auf. Anfangs versuchte er sich als Rapper, allerdings war er eigenen Angaben nach so schlecht, dass er dies nach kurzer Zeit aufgab. Im Alter von elf Jahren sah er den französischen Film La Haine. In einer Szene steht DJ Cut Killer an seinem Fenster und ist gerade dabei, wie verrückt zu scratchen. Grigahcine war von dieser Szene sehr fasziniert und er wusste, dass er später DJ werden wollte.
Erstmals auf sich aufmerksam machte er 2011 durch seine Mitarbeit als Musiker und Produzent am Album Born This Way von Lady Gaga, das für einen Grammy als Album des Jahres nominiert war. Daraufhin wurde er von Diplos Label Mad Decent unter Vertrag genommen. Drei Solosingles erschienen 2013. Zu internationalem Erfolg führte im Dezember desselben Jahres seine Zusammenarbeit mit Lil Jon auf der Single Turn Down for What, die Platz eins der US-Dance-Charts und die Top-5 der offiziellen Singlecharts erreichte und mit Doppelplatin ausgezeichnet wurde.
Gemeinsam mit Dillon Francis produzierte DJ Snake das Lied Get Low, dass als Titelsong von Fast & Furious 7 ausgewählt wurde und bereits im Trailer zu hören war. Insgesamt erreichte das Lied die Singlecharts von unter anderem Deutschland, Österreich, der Schweiz sowie Großbritannien und den USA. Parallel feierte er mit der Single Lean On, die in Zusammenarbeit mit Diplos Projekt Major Lazer und der durch Aviciis Dear Boy bekannten Sängerin Mø, entstand weltweiten Erfolg. Insgesamt erreichte Lean On in über 20 Ländern Platz eins der offiziellen Single-Charts und verkaufte sich über acht Millionen Mal.
Nur wenige Monate später legte DJ Snake mit dem Lied You Know You Like It nach. Dieses stellt einen Remix des gleichnamigen Liedes von AlunaGeorge aus dem Jahr 2011 dar, schaffte es aber auch nicht an den Erfolg von Lean On anzuknüpfen. Gemeinsam mit dem britischen Musiker Bipolar Sunshine, der Mitglied der Popband Kid British war, erschien im Oktober 2015 der Love-Trap-Song Middle, der bereits nach einer Woche den Einstieg in die französischen Single-Charts schaffte. Auch in vielen weiteren Ländern konnte das Lied gut verkauft werden. Es bildet zudem die erste Vorab-Single-Auskopplung aus seinem Debüt-Studioalbum Encore dar.
Am 19. Februar 2016 erschien die zweite Auskopplung Propaganda. Der Leadsound entwickelte sich zu einem Festival-Hit. Insbesondere die Remixe von W&W und Nom De Strip & TJR konnten starken Erfolg auf Festivals einbringen. Die letzte Vorab-Single Talk erschien am 3. Juni 2016. Das Lied wurde von George Maple gesungen und konnte lediglich in Frankreich in die Single-Charts einsteigen.
Am 5. August 2016 erschien sein Debüt-Album Encore. Parallel wurde ebenfalls die Lead-Single Let Me Love You veröffentlicht, die den Erfolg seines Lean On übertreffen konnte. Der Future-Bass-Track wurde von Justin Bieber gesungen und erreichte Platz eins in über 15 Ländern und würde über 1,5 Millionen Mal verkauft. Auf Spotify verzeichnet der Song über eine Milliarde Aufrufe. In Form einer Remix-EP mit 27 Tracks erschien Ocho Cinco als letzte Single-Auskopplung aus dem Album. Das Lied entstand in Zusammenarbeit mit Yellow Claw und erreichte Platz 89 der französischen Single-Charts.
Ebenfalls zusammen mit Yellow Claw veröffentlichte er am 24. Februar 2017 das Lied Good Day. Vocals steuerte die schwedische Sängerin Elliphant bei. Während Ocho Cinco noch im Hardstyle-Gewand erschien, basierte Good Day viel mehr auf kommerzielleren Sounds.

## Sonstiges
Grigahcine war in seiner Jugend als Graffitisprüher tätig. Immer wenn die Polizei ihn dabei erwischte, konnte er jedoch fliehen. Das verlieh ihm den Spitznamen "Snake" (Schlange). Als er dann später in Clubs auflegte, übernahm er diesen Spitznamen dann einfach. Er selbst sagt, der Name würde ihn heutzutage nerven, aber man könne jetzt nichts mehr dran ändern. Sein Markenzeichen ist die dunkle Sonnenbrille, die er seit Beginn seiner Karriere trägt. Grund dafür ist, dass er ein eher scheuer Mensch ist. Die Sonnenbrille gibt ihm auf der Bühne das nötige Selbstvertrauen. 

## Diskografie
Studioalben

| Jahr | Titel Musiklabel                                  | Höchstplatzierung, Gesamtwochen, AuszeichnungChartplatzierungen (Jahr, Titel, Musiklabel, Platzierungen, Wochen, Auszeichnungen, Anmerkungen) | Höchstplatzierung, Gesamtwochen, AuszeichnungChartplatzierungen (Jahr, Titel, Musiklabel, Platzierungen, Wochen, Auszeichnungen, Anmerkungen) | Höchstplatzierung, Gesamtwochen, AuszeichnungChartplatzierungen (Jahr, Titel, Musiklabel, Platzierungen, Wochen, Auszeichnungen, Anmerkungen) | Höchstplatzierung, Gesamtwochen, AuszeichnungChartplatzierungen (Jahr, Titel, Musiklabel, Platzierungen, Wochen, Auszeichnungen, Anmerkungen) | Höchstplatzierung, Gesamtwochen, AuszeichnungChartplatzierungen (Jahr, Titel, Musiklabel, Platzierungen, Wochen, Auszeichnungen, Anmerkungen) | Höchstplatzierung, Gesamtwochen, AuszeichnungChartplatzierungen (Jahr, Titel, Musiklabel, Platzierungen, Wochen, Auszeichnungen, Anmerkungen) | Anmerkungen                          |
| Jahr | Titel Musiklabel                                  | DE | AT | CH | UK | US | FR | Anmerkungen                          |
| ---- | ------------------------------------------------- | --- | --- | --- | --- | --- | --- | ------------------------------------ |
| 2016 | Encore DJ Snake Music / Interscope Records        | DE73 (1 Wo.)DE | AT42 (1 Wo.)AT | CH14 (2 Wo.)CH | UK46 (2 Wo.)UK | US8 Platin · (39 Wo.)US | FR9 Platin · (48 Wo.)FR | Erstveröffentlichung: 5. August 2016 |
| 2019 | Carte Blanche DJ Snake Music / Interscope Records | DE99 (1 Wo.)DE | AT69 (1 Wo.)AT | CH27 (3 Wo.)CH | — | US48 Gold · (6 Wo.)US | FR5 Platin · (65 Wo.)FR | Erstveröffentlichung: 25. Juli 2019  |